# 唐彬 (景泰進士)
唐彬（1425年—？），字質夫，浙江紹興府山陰縣人，明朝政治人物。

## 生平
正統十二年（1447年）丁卯科浙江鄉試第十二名舉人，景泰五年（1454年）甲戌科二甲一百二十七名進士，历仕浙江道监察御史。
天順七年（1463年）二月九日，北京貢院舉行三年一度的會試。唐彬任監試。當天，考棚發生火災。御史焦顯鎖其門，燒死舉子九十余人。英宗命下禮部左侍郎鄒干、郎中俞欽、主事張祥及唐彬、焦顯於獄。事後，唐彬謫官江西新喻縣知縣。不久，擢广东按察司副使，再改任山东按察司副使。

## 家族
曾祖唐允中。祖唐敏。父唐靖。母赵氏。具慶下。兄唐彪。娶茹氏。